# Koziniecki Żleb
Koziniecki Żleb – orograficznie prawa odnoga Doliny Chochołowskiej w polskich Tatrach Zachodnich. Jest to żlebowata dolinka opadająca w kierunku na północny wschód. Uchodzi do Doliny Chochołowskiej na wysokości około 934 m naprzeciwko Siwiańskich Turni. Lewe zbocza Kozinieckiego Żlebu tworzy stok Kowaniec, prawe stok Koziniec będący zakończeniem północnego grzbietu Klinowej Czuby. Obydwoma grzbietami prowadzą nieznakowane ścieżki.
Koziniecki Żleb jest całkowicie porośnięty lasem i nie prowadzi nim żaden szlak turystyczny.